# Wyścig armatniej kuli 3
Wyścig armatniej kuli 3 (ang. Speed Zone) – amerykański komediowy film akcji z 1989 roku w reżyserii Jima Drake'a. Zdjęcia kręcono w Waszyngtonie, Santa Monica, Tucson i Montrealu.

## Fabuła
Policja tworzy obławę na kierowców mających wziąć udział w nielegalnym, transkontynentalnym wyścigu. Wyścig musi się odbyć, dlatego zamiast aresztowanych biorą w nim udział przypadkowe osoby.

## Obsada
- John Candy – Charlie Cronan
- Peter Boyle – naczelny policji Spiro T. Edsel
- Donna Dixon – Tiffany
- Matt Frewer – Alec Stewart
- Melody Anderson – Lea Roberts
- Tim Matheson – Jack O'Neill
- Eugene Levy – Leo Ross
- Brooke Shields – stewardesa, oraz ona sama
- Mimi Kuzyk – Heather Scott
- Shari Belafonte – Margaret
- Lee Van Cleef – skaczący dziadek
- Joe Flaherty – Vic DeRubis
- Brian George – Valentino Rosatti
- Art Hindle – Flash
- Dick Smothers – Nelson van Sloan
- Tom Smothers – Randolph van Sloan
- Don Lake – Whitman
- John Schneider – Donato
- Jamie Farr – szejk
- Harvey Atkin – Gus Gold
- Alyssa Milano – Lurleen
- Louis Del Grande – Pan Benson
- Carl Lewis – uprawiający jogging (on sam)
- Jean Pierre Bergeron – pasażer francuskiego lotu (niewymieniony w czołówce)
- Randy Johnson – urzędnik wyścigowy (niewymieniony w czołówce)
- Sidney Laen – dziecko (niewymieniony w czołówce)
- Richard Petty (niewymieniony w czołówce) (on sam)
- James Rae – fotograf (niewymieniony w czołówce)[3]

## Odbiór
Film zarobił 2 937 126 dolarów amerykańskich w Stanach Zjednoczonych, 432 258 w Niemczech oraz 333 705 marek niemieckich w Niemczech Zachodnich.
W 1990 podczas 11. rozdania nagród Złotych Malin Brooke Shields zdobyła nagrodę w kategorii	Najgorsza aktorka drugoplanowa. Jim Drake był nominowany w kategorii Najgorszy reżyser. Film był nominowany w kategorii Najgorszy film.